# TPA-Gruppe
Die TPA-Gruppe ist ein Steuerberatungsunternehmen mit Sitz in der österreichischen Hauptstadt Wien. Die Dienstleistungen der TPA-Gruppe umfassen die Bereiche Steuerberatung, Buchhaltung, Personalverrechnung, Bilanzierung und Unternehmensberatung im mittel- und südosteuropäischen Raum.

## Daten
Das Unternehmen wird von mehreren Partnern in Österreich und in mittel- und südosteuropäischen Ländern geführt. Die TPA-Gruppe beschäftigt über 1.700 Mitarbeiter an 30 Standorten in Mittel- und Südosteuropa. 14 Standorte befinden sich in Österreich (Graz, Hermagor, Innsbruck, Klagenfurt, Langenlois, Lilienfeld, Linz, Krems an der Donau, Schrems, St. Pölten, Telfs, Villach, Wien und Zwettl). 16 Standorte verteilen sich über die Länder Albanien, Bulgarien, Kroatien, Montenegro, Polen, Rumänien, Serbien, Slowakei, Slowenien, Tschechien und Ungarn.

## Geschichte
Im Jahr 1979 wurde TPA (Treuhand Partner Austria) im niederösterreichischen Langenlois gegründet. Das Unternehmen expandierte und Anfang der 1990er Jahre begann die Expansion in die angrenzenden Länder Mittel- und Osteuropas. In allen mittel- und südosteuropäischen Ländern (Albanien, Bulgarien, Kroatien, Montenegro, Österreich, Polen, Rumänien, Serbien, Slowakei, Slowenien, Tschechien und Ungarn), in denen die TPA-Gruppe derzeit vertreten ist, liegen die Beratungsschwerpunkte vor allem in den Bereichen Immobilien, Banken, Dienstleistungen, Energiewirtschaft, produzierende Industrie und Handel. Im Jänner 2013 wurde der Standort in Tirana, Albanien eröffnet. TPA in Österreich zählt zu den fünf erfolgreichsten Wirtschaftsprüfern und Steuerberatern laut KSV in Österreich. Im Juni 2015 eröffnete das Steuerberatungsunternehmen einen neuen Standort in Innsbruck.
Im September 2016 wurde ein weiterer Standort in Rumänien, in Cluj-Napoca, eröffnet.
Von 1995 bis September 2016 war die TPA-Gruppe Mitglied von Crowe Horwath International, einer weltweiten Vereinigung von selbstständigen und unabhängigen Steuerberatern, Wirtschaftsprüfern und Unternehmensberatern. Das Netzwerk umfasste 205 Mitgliedsfirmen mit 726 Büros und 31.000 Mitarbeitern und zählte zu den „Top Ten“ der weltweit tätigen Beratungsnetzwerke.
Anfang 2005 erfolgte eine Änderung der Marke und eine Erweiterung des Markennamens: „TPA“ wurde aufgrund der Mitgliedschaft im internationalen Netzwerk Crowe Horwath International zu „TPA Horwath“, es blieb aber ein unabhängiges Unternehmen.
Im Sommer 2016 beendete die TPA-Gruppe ihre Mitgliedschaft beim Crowe Horwath International Netzwerk und tritt seit 5. September 2016 wieder unter dem Markennamen „TPA“ am Markt auf. Mit dem 5. September 2016 ist die TPA-Gruppe ein unabhängiges Mitglied der Baker Tilly Europe Alliance. Die Baker Tilly Europe Alliance bildet sich aus der TPA-Gruppe, Baker Tilly in Deutschland und Baker Tilly International.
Im Oktober 2018 eröffnete das Steuerberatungs- und Wirtschaftsprüfungsunternehmen einen weiteren Standort in Telfs, Tirol. Seit Dezember 2018 ist die Beratungs-Gruppe auch in Montenegro mit einer neuen Partnerin direkt vor Ort und mit 1. Januar 2019 eröffnete TPA in Linz seinen 14. Standort in Österreich.
Mit 1. September 2019 hat die TPA-Gruppe ihre Präsenz auf dem polnischen Markt weiter verstärkt: Durch die Übernahme von Moore Stephens Central Audit im September gehört TPA nun zu den größten Beratungsunternehmen in Polen.
Nach Bekanntwerden der offenbar jahrelang praktizierten Bilanzfälschung bei der Commerzialbank Mattersburg im Juli 2020 geriet die TPA in die Kritik. Sie hatte die Geschäfte der Bank von 2006 bis 2018 geprüft, die Prüfung des Jahres 2019 war noch nicht abgeschlossen. Die Firma wies die Kritik zurück, man sei von der Commerzialbank Mattersburg mit «hoher krimineller Energie» getäuscht worden. Die Bank habe das Vertrauen der Prüfer missbraucht und gefälschte Belege über Guthaben bei anderen Banken vorgelegt. Die Masseverwalter der Commerzialbank brachten im September 2020 eine Schadenersatzklage gegen TPA ein, deren Klagesumme jedoch von einer im Bankwesengesetz festgelegten Haftungshöchstgrenze auf 20 Millionen Euro beschränkt wurde.
Im November 2020 trennte sich tpa von ihrer Wirtschaftsprüfung-Abteilung. Die Wirtschaftsprüfer-Abteilung wurde unter dem Namen „Pro Revisio Wirtschaftsprüfung und Steuerberatung“ eigenständig.

## Dienstleistungen
Das Angebot der TPA-Gruppe umfasst:
- Steuerberatung
- Buchhaltung
- Personalverrechnung
- Bilanzierung
- Wirtschaftsprüfung
- Unternehmensberatung

An jedem Standort in Mittel- und Südosteuropa werden die Kunden auf Wunsch nicht nur in der jeweiligen Landessprache, sondern auch in deutscher oder in englischer Sprache beraten. Diese Dienstleistung wird als German & English Desk bezeichnet und soll mögliche Fehlerquellen aufgrund von Sprachunterschieden reduzieren.